# ماریو اسپری
ماریو اسپری (انگلیسی: Mário Sperry؛ زادهٔ ۱۹۶۶) ورزشکار هنرهای رزمی ترکیبی اهل برزیل است، که در سال ۲۰۰۰ باشگاه برزیلین تاپ تیم را تأسیس کرد.